# Посмертный титул
Посме́ртный ти́тул, или похва́льный эпи́тет — почётное имя, дающееся после смерти императорам, дворянам и иногда другим людям. Посмертные титулы были особенно распространены у правящих династий Китая (кит. трад. 諡號, упр. 谥号, пиньинь shìhào, палл. шихао), Кореи, Вьетнама и Японии.
В Японии, начиная с эпохи Мэйдзи, посмертный титул императора совпадает с девизом его правления (например, император Мэйдзи и период Мэйдзи). Однако, хотя название периода известно с самого начала правления императора, называть правящего императора каким бы то ни было (тем более посмертным) именем не принято.